# دونالد ديفيدسون
دونالد ديفيدسون (بالإنجليزية: Donald Davidson (poet))‏ (و. 1893 – 1968 م) هو شاعر، ومؤرخ، وروائي، وأستاذ جامعي، وكاتب من الولايات المتحدة الأمريكية . ولد في مقاطعة غيلز .
توفي في ناشفيل، تينيسي .

## التعليم
تعلم في جامعة فاندربيلت

## روابط خارجية
- دونالد ديفيدسون على موقع الموسوعة البريطانية (الإنجليزية)
- دونالد ديفيدسون على موقع إن إن دي بي (الإنجليزية)